# Mazhilis
El Mazhilis (kazakh: Мәжіліс, Mäjilis; lit. ‘Assemblea’) és la cambra baixa del Parlament bicameral del Kazakhstan, encara que popularment hom s'hi refereix com «el Parlament». La cambra alta del Parlament és el Senat del Kazakhstan. Té 107 escons (98+9). Els diputats són triats per a mandats de cinc anys.